# Over de Muur

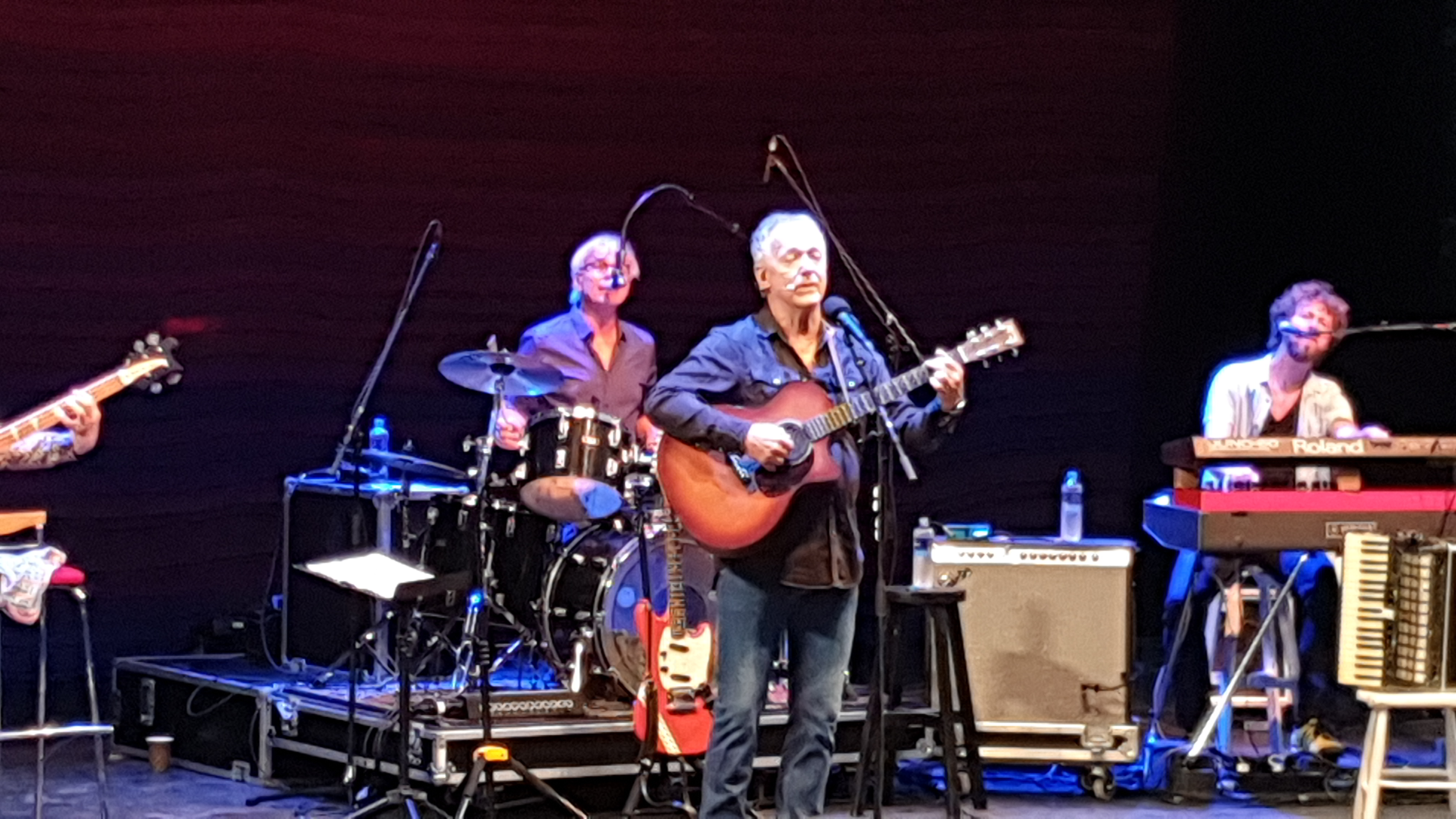
Klein Orkest bei einem letzten Auftritt 2019 in Den Haag

Over de muur (niederländisch für „Über die Mauer“) ist die dritte Single der niederländischen Band Klein Orkest (1979–1985), die in der Nederlandse Top 40, der Nationale Hitparade und der TROS Top 50 hohe Positionen erreichte (B-Seite: Achter elke deur).

## Hintergrund
Nach zwei Hits im Jahr 1982 hatten Klein Orkest im Sommer des Jahres 1984 mit Over de muur einen weiteren Erfolg.
Die Single wurde bereits am 1. November 1983 veröffentlicht und verbrachte die letzten beiden Wochen des Jahres auf Platz 1 der Radio-Hitparade „Verrukkelijke 15“, die stets dienstags unter VARA auf Hilversum 3 ausgestrahlt wird. 
1984, knapp ein Jahr nach der großen Friedensdemonstration in Den Haag auf dem Malieveld im Jahr 1983, wurde die Single wieder neu herausgebracht und danach nicht nur von friedensbewegten Niederländern begeistert aufgenommen.

## Inhalt
Der Leadsänger der Gruppe, Harrie Jekkers, hat sich bewusst dafür entschieden, in der seinerzeit fortdauernden Debatte um die Stationierung von neuen Atomwaffen in Europa, keine Partei zu ergreifen.
Gleichwohl schildert das Lied die Situation in einem geteilten Europa nach dem Zweiten Weltkrieg. Im Westen herrschte (sogenannte) Freiheit und im Osten wurden alle unterdrückt. Das Lied stellt hier beispielhaft die Situation in der geteilten deutschen Stadt Berlin in den Vordergrund.
Ostberlin wird als Beispiel für den von Lenin und Karl Marx angestrebtes Ideal genannt; gleichzeitig wird angemerkt, dass man in diesem „Heilstaat“ (etwa: idealer Staat) vor allem mit abweichenden Meinungen vorsichtig sein musste; wer diese hat, wird auch schon mal als verrückt erklärt.
Westberlin wird als Bastion der Freiheit, als Beispiel für den Kapitalismus, gelobt. Im Lied angeführt mit frei zugänglichen Peepshows, Alkoholexzessen und Glücksspiel. Auch Luxusgüter und Cola seien nur einen Katzensprung entfernt. Als krasser Gegensatz dazu wird die Armut im Kreuzberg erwähnt. Den dort lebenden Einwanderern aus der Türkei, aber auch den Deutschen, ging es alles andere als gut. Volle Freiheit konnte hier nur von wohlhabenden Menschen erreicht werden. Demonstrieren war erlaubt, aber zeitgleich auch das Bedürfnis zu demonstrieren.
Im Mittelpunkt des Liedes stehen jedoch Vögel. 13 Jahre zuvor stand Jekkers am Checkpoint Charlie und beobachtete die vielen und langen Grenzkontrollen für Menschen, während Vögel einfach darüber hin und her flogen. Ihm wurde bewusst, dass sie sich über die Grenze hinweg frei in beiden Teilen der Stadt bewegen konnten, ohne Gefahr zu laufen verhaftet oder gar erschossen zu werden.

## Erfolg
Die Platte wurde von DJ Frits Spits und Produzent Tom Blomberg am Montag, dem 18. Juni 1984 als 302. „NOS Steunplaat“ der Woche, also favorisiert ins Airplay der NOS genommene Single, in der Radiosendung De Avondspits auf Hilversum 3 ausgewählt. Die Platte wurde ein großer Hit in den damaligen drei nationalen Charts des öffentlich-rechtlichen Popsenders und erreichte Platz 9 in der Nationalen Hitparade und Platz 10 sowohl in den Nederlandse Top 40 als auch in den TROS Top 50. In Belgien erzielte das niederländischsprachige Lied keine Platzierung.
Als am Donnerstagabend, dem 9. November 1989, die Berliner Mauer fiel, kehrte der Song im Dezember desselben Jahres ins Rampenlicht zurück und wurde von Radio 2 und Radio 3 ins Programm genommen und erreichte erneut die Top 10 der damaligen nationalen Hitparaden auf Radio 3 (die Nederlandse Top 40 sowie die Nationale Top 100).

## Sonstiges
In einem Interview schilderte Harrie Jekkers sein Befürchtungen, ob sich die Platte überhaupt verkaufen würde. Für Niederländer schwierige Worte wie Kurfürstendamm würden einem Erfolg in den Niederlanden abträglich sein.
Im November 2019, dreißig Jahre nach dem Fall der Mauer, spielte das Klein Orkest in seiner originalen Besetzung noch einmal Over de muur live in der Talkshow De Wereld Draait Door auf NPO 1.

## Cover
2020 interpretierte der Sänger Wulf das Lied in der TV-Sendung Beste Zangers. Diese Version erreichte die 93. Position der Single Top 100.